# Транспортный факультет Белградского университета
Транспортный факультет Белградского университета (серб. Саобраћајни факултет Универзитета у Београду) — один из 31 факультета Белградского университета, занимающийся подготовкой специалистов в области транспорта и дорожного движения. Основан 13 сентября 1950 года.

## Деятельность
Основная деятельность факультета — образовательно-научная деятельность во всех областях сферы дорожного движения и транспорта. Факультет готовит дипломированных инженеров в сфере железнодорожного, трубопроводного, наземного (в т.ч. городского маршрутного), речного, морского, воздушного транспорта, логистике, доставке почты и телекоммуникаций. Факультет проводит обучение по предметам, связанным с технологией транспорта, планированием, технологическим проектированием, организацией, эксплуатацией, безопасностью, управлением, обслуживанием и экономикой.
Обучение длится пять лет. В первые два года проводится обучение по общим для всех инженеров дисциплинам; с третьего по пятый годы обучения студенты обучаются по узкопрофильным специальностям и в 10-м семестре защищают выпускную квалификационную работу. На факультете работают 215 человек, из них 73 преподавателя, 55 ассистентов и 16 профессиональных рабочих.

## Структура
Учебный корпус располагается по адресу: улица Воеводы Степе, дом 305. Представляет собой большое здание в районе Трошарина, в белградской общине Вождовац. Площадь учебного корпуса составляет 13800 м². В состав факультета входят 24 кафедры:
- Общая кафедра водного транспорта
- Общая кафедра безопасности дорожного движения
- Кафедра транспортной техники
- Кафедра терминалов дорожного движения и транспорта
- Кафедра технической эксплуатации автотранспортных средств
- Общая кафедра автомобильного и городского транспорта
- Общая кафедра логистики
- Общая кафедра управления железных дорог
- Общая кафедра эксплуатации железнодорожного транспорта
- Общая кафедра почтовых услуг и сетей
- Кафедра телекоммуникационных услуг и сетей
- Кафедра аэропортов и безопасности авиационного транспорта
- Кафедра эксплуатации воздушных средств
- Кафедра аэронавигации
- Кафедра общественных наук и иностранных языков
- Кафедра городского планирования и транспорта
- Кафедра технических наук
- Кафедра операций по поиску оптимального маршрута
- Кафедра общей и прикладной математики
- Кафедра текстов
- Общая кафедра управления деятельностью на железных дорогах
- Кафедра теории потоков и пропускной способности